# The Rules of Survival
The Rules of Survival (2006) (tạm dịch: Quy tắc sống còn), là một cuốn tiểu thuyết của Nancy Werlin. Nó mô tả câu chuyện của một cậu bé và hai anh chị em của cậu đang cố gắng để sống sót qua sự lạm dụng tình cảm và lạm dụng thể xác của mẹ, Nikki. Cuốn sách này đã đoạt giải National Book Award (Giải thưởng Sách quốc gia Mỹ). Nó cũng được công nhận là cuốn sách hay nhất năm 2007 dành cho người trưởng thành trẻ tuổi từ Hiệp hội Thư viện Hoa Kỳ.

## Nội dung
Cuốn sách bắt đầu với một bài giới thiệu khi Matthew Walsh đang viết một lá thư cho em gái Emmy của mình để kể cho cô nghe câu chuyện về sự lạm dụng dữ dội của mẹ họ. Câu chuyện có thật bắt đầu với Matthew và em gái khác, Callie. Callie (11 tuổi), Matthew (13 tuổi), và Emmy là một đứa trẻ mới biết đi. Callie và Matthew đi đến cửa hàng của Cumberland Farms để lấy bánh quy, bởi vì có một làn sóng nóng trong thành phố mà họ sống. Họ nhìn thấy Murdoch lần đầu tiên, bảo vệ một đứa trẻ khỏi bị lạm dụng công khai. Matthew và Callie như Murdoch, và cả hai đều muốn tìm anh ta xuống để họ có thể là bạn của anh ta.
Trong khi đó, hành vi lạm dụng đầu tiên được thể hiện trong cuốn sách này xuất hiện khi Nikki ném Paella ở Matthew sau khi Nikki tìm thấy địa chỉ của Murdoch mà Callie tìm thấy trên mạng. Nikki bắt đầu hẹn hò với Murdoch, nhưng cuối cùng họ đã chia tay. Nikki tức giận và cố đổ lỗi cho Murdoch. Cô ấy muốn gọi Dịch vụ Xã hội và báo cáo Murdoch với tội lạm dụng. Murdoch nhận được một lệnh cấm chống lại Nikki, người đã liên tục theo dõi và theo dõi anh ta. Nikki tức giận và gửi một người đàn ông tên là Rob để hành hạ tàn bạo Murdoch. Nikki và Rob cuối cùng đã bị giam.
Sau khi cô ra khỏi nhà tù, cô vội vàng tìm kiếm Murdoch. Thay vào đó, cô tìm thấy niềm vui trong việc tra tấn Julie, một người bạn của Murdoch. Julie đã bị liệt chân, và Nikki lại bị tống giam lần nữa. Ben, cha của Matthew (người sợ Nikki), và Bobbie, em gái của Nikki, sử dụng cơ hội này để cùng nhau giam giữ Matthew, Callie, và Emmy. Matthew và Emmy sống cùng với cô Bobbie trong khi Callie sống cùng Ben ở Arlington, Massachusetts. Mọi thứ trở nên tốt đẹp trong một thời gian cho đến khi Nikki bắt cóc Emmy và bị say rượu, mặc dù cô ấy khoảng tám tuổi. Matthew được một cuộc gọi từ Emmy và cô ấy nói với anh ta nơi cô ấy. Sau đó, Matthew giải cứu Emmy, chỉ để chạy thoát Nikki. Matt sắp giết Nikki cho đến khi Murdoch xuất hiện. Murdoch khuyên cô nên bỏ chạy và không bao giờ trở lại.
Nhưng đây không phải là kết thúc của Nikki. Thư tiếp tục đến. Một số trong số đó là thư bình thường, nhưng một số chứa các tin nhắn đe dọa như "Tao sẽ giết mày" hoặc "Đó là lỗi của Murdoch." Cuốn sách kết thúc với việc Murdoch nói với Matt rằng mình cũng bị lạm dụng khi còn trẻ. Cuối cùng, Matt không bao giờ gửi thư cho Emmy.